# فأر الخلد الداماري
فأر الخلد الداماري (الاسم العلمي: Fukomys damarensis)، نوع من القوارض وفصيلة العرميات. أعطانها في بتسوانا وناميبيا وجنوب أفريقيا زامبيا وزيمبابوي.